# Friedrich Gustav Blüher
Friedrich Gustav Blüher (* 1794 in Geyer; † 2. Mai 1863 in Dresden) war ein deutscher evangelischer Pfarrer, Heimatforscher und Autor.

## Leben und Wirken
Friedrich Gustav war der Sohn des Stadtschreibers in Geyer Heinrich Wilhelm Blüher. Nachdem er vom 29. Mai 1809 bis 17. Dezember 1814 die Fürstenschule St. Afra in Meißen besucht hatte, absolvierte er ein Studium der Theologischen Wissenschaften. 1821 wurde er Diakon in seiner Geburtsstadt Geyer im Erzgebirge. 1830 wurde er dort Pfarrer und wechselte 1848 als Pfarrer nach Burkersdorf bei Frauenstein. Dort wurde er 1858 emeritiert.
Der Jurist und Politiker Ottomar Blüher (1824–1891), der Pfarrer in Oberalbertsdorf Karl Richard Blüher (* 10. Juni 1826 in Geyer; † 18. Januar 1886) waren seine Söhne. Seine Tochter Hedwig heiratete den Kantor N.N. Kilian in Limbach bei Chemnitz.

## Schriften (Auswahl)
- Vorübungen zum Bibellesen
- Nachricht über die von ihrem Vater in einen Bergschacht zu Geyer gestürzten drei Kinder; nebst zwei Reden. Chemnitz, 1836.
- Reformationsgeschichte der Stadt Geyer. Leipzig, 1844.
- Abschiedspredigt in der Kirche zu Geyer 1848 gehalten. 1848

## Nachlass
Der schriftliche Nachlass von Blühers befindet sich unter der Signatur „12656 Personennachlass Friedrich Gustav Blüher“ im Hauptstaatsarchiv Dresden.